# سیارک ۱۷۳۹
سیارک ۱۷۳۹ (به انگلیسی: 1739 Meyermann، نامگذاری:1939PF) هزار و هفتصد و سی و نهمین سیارک کشف شده‌است که در ۱۵ اوت ۱۹۳۹ و در هایدلبرگ کشف شد.
قدر مطلق سیارک برابر ۱۲٫۹۰ است.